# 106 př. n. l.

## Narození
- 3. ledna – Marcus Tullius Cicero, římský řečník, politik a spisovatel († 7. prosince 43 př. n. l.)
- 29. září – Pompeius, římský vojevůdce a politik († 28. září 48 př. n. l.)

## Hlavy států
- Římská republika – konzulové Quintus Servilius Caepio a Gaius Atilius Serranus
- Parthská říše – Mithradatés II. (124/123 – 88/87 př. n. l.)
- Egypt – Ptolemaios X. Alexandros (110 – 109, 107 – 88 př. n. l.)
- Čína – Wu-ti (dynastie Západní Chan)